# Geneviève Gosselin (danseuse)
Pour les articles homonymes, voir Geneviève Gosselin et Gosselin.
Geneviève-Adélaïde Gosselin, née en 1791 et morte à Paris le 17 juin 1818, est une danseuse française et une des danseuses ayant popularisé l'usage de pointes en danse classique.

## Biographie

### Famille
Fille d'un maître de danse, Geneviève Gosselin est la sœur aînée de plusieurs danseurs qui ont fait la renommée du Ballet de l'Opéra de Paris dans les années 1810-1830 :
- Constance Gosselin, épouse du danseur Auguste-Anatole Gosselin[2] ;
- Louis Gosselin (1800-1860), premier danseur à Paris et à Londres[2],[3] ;
- Henriette Gosselin, danseuse de l'Opéra de 1821 à 1830.

### Carrière
Élève de Jean-François Coulon, elle est engagée à l'Opéra de Paris en 1806 à l'âge de quinze ans où il est professeur de classe de perfectionnement. Marie-Madeleine Guimard, danseuse de l'Ancien Régime lui transmet aussi son art.
Excellente technicienne, elle est la première à avoir développé en France l'art de monter sur les pointes, dès 1813, suivie par Amalia Brugnoli. Jean-François Coulon participe depuis 1810 à la production de chaussures-points,.
Nommée premier sujet en 1814, elle est en 1815 l'héroïne de Flore et Zéphire, l'un des premiers ballets romantiques, composé en 1796 par Charles Didelot, le chorégraphe en chef du Ballet impérial russe. Il crée une « machine volante » faite de câbles et de fils qui permet à Geneviève Gosselin de jouer en chaussures à pointe avec un effet d'apesanteur. C'est la première apparition de danseur en pointes. D'après la critique, elle parvient à s'équilibrer pendant une minute.
La mort interrompt sa carrière et l'emporte à l'âge de 27 ans en 1818. La critique de l'époque voit vingt ans plus tard en la ballerine Marie Taglioni la réincarnation de Mlle Gosselin. En effet, elle est la première danseuse la totalité du ballet La Sylphide sur pointes et donne plus de légèreté à la silhouette de la ballerine pour rendre la spiritualité des personnages romantiques. À l'époque, les pointes sont des chaussons souples dont la point est renforcée par une piqûre à la pointe et sur les côtés sans coque rigide pour envelopper l'extrémité du pied,

## Représentations
- Danseuse de ballet français Mlle. Genevieve-Adelaide Gosselin (1791-1818) comme dans La Bayadère à l'Opéra. Coloriée à la gravure sur cuivre de Charles Malo dans l'Almanach des spectacles par K. Y. Z, Chez Louis Janet, Paris, 1821.